# Маккенна Грейс
Маккенна Грейс (англ. Mckenna Grace; нар. 25 червня 2006, Грейпвайн) — американська акторка та співачка. Почавши професійну акторську кар'єру у віці 6 років, її ранніми ролями були: Жасмін Бернштейн в комедійному серіалі Disney XD «Креш і Бернштейн» (2012—2014) і Фейт Ньюман в мильній опері «Молоді і зухвалі» (2013—2015). У числі її ранніх робіт були ролі другого плану в драмі «Містер Черч» (2016), науково-фантастичному фільмі «День незалежності: Відродження» (2016).
Отримала визнання завдяки прихильно прийнятій акторській грі у фільмі «Обдарована» (2017), за яку її номінували на премію Вибір критиків в номінації «Найкраща молода актриса», і за образ юної Тоня Гардінг у фільмі «Я, Тоня» (2017). Грейс також відома своєю ролями Пенні Кіркман в серіалі ABC «Наступник» і юної Теодори Крейн в містичному серіалі Netflix «Привиди будинку на пагорбі» (2018). Також вона відома своїми постійними ролями у серіалах Netflix.

## Кар'єра
У 2013 році Грейс здійснила свій акторський дебют, знявшись у ролі Сідні в пілотному епізоді телесеріалу «Джо, Джо і Джейн». Пізніше вона з'явилася в одному з епізодів серіалу Disney XD «Креш і Бернштейн».
У період між 2013 і 2015 роками у неї була постійна роль Фейт Ньюман в серіалі «Молоді і зухвалі». У 2015 році мала постійну роль в серіалі CBS «C. S. I.: Кіберпростір».
Зіграла роль Дейзі у науково-фантастичному трилері «День незалежності: Відродження»; фільм, знятий Роландом Еммеріхом вийшов у прокат 24 червня 2016 року.
У 2017 році Грейс знялася в головній ролі в драмі Марка Вебба «Обдарована», разом з Крісом Евансом. Пізніше вона знялася в ролі юної Тоні Гардінг у біографічному фільмі «Я, Тоня», а також виконала епізодичну роль Джульєтт у фільмі жахів «Жах Амітівілля: Пробудження», разом з Беллою Торном; Режисером фільму виступив Френк Халфун. Була намічена на роль Джуді Воррен, дочки Еда і Лоррейн Ворренів, в фільмі "Анабель 3", запланованого до прокату в 2019 році. Також в 2019 році Грейс з'явиться у фільмі виробництва Marvel Studios «Капітан Марвел» в ролі юної версії головної героїні.
28 листопада 2018 року стало відомо, що Грейс зіграє роль юної Сабріни Спеллман у другому сезоні серіалу Netflix «Моторошні пригоди Сабріни».
У 2024 році North.Five.Six.&WME Independent розпочали старт кінопрокату екранізації Колін Гувер «Шкодуючи за тобою» з Еллісон Вільямс, Маккеною Грейс, Дейвом Франко та Мейсоном Темзом у головних ролях.

## Особисте життя
Грейс є вегетаріанкою і працює волонтером з такими організаціями як, Farm Sanctuary і «Люди за етичне ставлення до тварин», з'явившись зокрема в рекламному ролику, що закликає людей не залишати собак у заведених машинах.

## Фільмографія

### Фільми
| Рік  | Назва                                 | Роль                     | Примітки        |
| ---- | ------------------------------------- | ------------------------ | --------------- |
| 2012 | R                                     | Юна Райлі                | короткометражка |
| 2013 | Прощавай світе                        | Ганна Палмер             |                 |
| 2014 | Приміська готика                      | Зельда                   |                 |
| 2015 | Расселл Меднесс                       | Лена                     |                 |
| 2015 | Франкейштейн                          | Моллі                    |                 |
| 2015 | Джені в бікіні                        | Тереза                   |                 |
| 2015 | Перлина кита                          | Онука                    | короткометражка |
| 2016 | Кухар                                 | Іззі                     |                 |
| 2016 | Angry Birds у кіно                    | Елла Берд                | озвучка         |
| 2016 | День незалежності: Відродження        | Дейзі Блеквелл           |                 |
| 2017 | Обдарована                            | Мері Адлер               | головна роль    |
| 2017 | Як бути латинським коханцем           | Арден                    |                 |
| 2017 | Жах Амітівілля: Пробудження           | Джульєтта                |                 |
| 2017 | Я, Тоня                               | Тоня Гардінг у дитинстві |                 |
| 2018 | Першому гравцю приготуватися          | учениця початкової школи |                 |
| 2018 | Погане насіння                        | Емма Гроссман            |                 |
| 2019 | Капітан Марвел                        | юна Керол Денверс        |                 |
| 2019 | Troop Zero                            | Christmas Flint          |                 |
| 2019 | Анабель 3                             | Джуді Воррен             |                 |
| 2020 | Скубі-Ду                              | Дафна Блейк              | озвучка         |
| 2021 | Втілення зла                          | юна Медісон              |                 |
| 2021 | Мисливці на привидів: З того світу    | Фібі                     |                 |
| 2023 | Кратер                                | Аддісон                  |                 |
| 2024 | Мисливці на привидів: Крижана імперія | Фібі                     |                 |
| 2025 | Шкодую за тобою                       | Клара                    |                 |
| 2025 | Ніхто 2                               |                          |                 |
| 2026 | Крик 7                                |                          |                 |
| 2026 | Голодні ігри: Схід сонця на жнива     | Мейсілі Доннер           |                 |

### Серіали
| Рік        | Назва                      | Оригінальна назва              | Роль               | Примітки                               |
| ---------- | -------------------------- | ------------------------------ | ------------------ | -------------------------------------- |
| 2013-15    |                            | The Young and the Restless     | Фейт Ньюман        | 50 епізодів                            |
| 2014       | CSI: Місце злочину         | CSI: Crime Scene Investigation | юна Еббі Фішер     | Епізод: "Dead Woods"                   |
| 2015       | Щоденники вампіра          | The Vampire Diaries            | юна Керолайн Форбс | 2 епізоди                              |
| 2015       | Собака крапка ком          | Dog With a Blog                | Джулс              | Епізод: "You're Not My Sister Anymore" |
| 2015       | C.S.I.: Кіберпростір       | CSI: Cyber                     | Мішель Мундо       | 3 епізоди                              |
| 2015-17    | Якось у казці              | Once Upon a Time               | юна Емма Свон      | 4 епізоди                              |
| 2016       | Трубкочуд                  | Bizaardvark                    | Діді               | Епізод: "Pretty-Con"                   |
| 2016, 2017 | Левина варта               | The Lion Guard                 | Камбуні            | озвучка, 2 епізоди                     |
| 2016-20    | Повніший будинок           | Designated Survivor            | Пенні Кіркман      | 21 епізод                              |
| 2016-19    | Останній кандидат          | Fuller House                   | Роуз Гарбенбергер  | 8 епізодів                             |
| 2018       | Привиди будинку на пагорбі | The Haunting of Hill House     | юна Теодора Крейн  | 10 епізодів                            |
| 2018       | Моторошні пригоди Сабріни  | Chilling Adventures of Sabrina | юна Сабріна        | Епізод: "A Midwinter's Tale"           |
| 2018-22    | Юний Шелдон                | Young Sheldon                  | Пейдж              | 7 епізодів                             |
| 2021-22    | Оповідь служниці           | The Handmaid's Tale            | Місіс Кіз          | 6 епізодів                             |